# Rattus nitidus
Rattus nitidus é uma espécie de roedor da família Muridae.
Pode ser encontrada nos seguintes países: Bangladesh, Butão, China, Índia, Indonésia, Laos, Myanmar, Nepal, Palau, Filipinas, Tailândia e Vietname.